# Deroplia
Deroplia is een kevergeslacht uit de familie van de boktorren (Cerambycidae). De wetenschappelijke naam van het geslacht werd voor het eerst geldig gepubliceerd in 1835 door Dejean.

## Soorten
Deroplia omvat de volgende soorten:
- Deroplia affinis (Fairmaire, 1894)
- Deroplia bituberosa (Breuning, 1940)
- Deroplia elongata (Breuning, 1939)
- Deroplia excavata (Breuning, 1942)
- Deroplia insignis (Distant, 1898)
- Deroplia lateralis (Aurivillius, 1908)
- Deroplia nigrolineata (Breuning, 1942)
- Deroplia proxima (Breuning, 1942)
- Deroplia setipennis (Breuning, 1970)
- Deroplia simplex (Fåhraeus, 1872)
- Deroplia verticalis (Thomson, 1868)
- Deroplia alutacea (Thomson, 1861)
- Deroplia besnardi (Breuning, 1971)
- Deroplia varii (Breuning, 1981)
- Deroplia albida (Brullé, 1839)
- Deroplia annulicornis (Brullé, 1839)
- Deroplia costigera (Demelt, 1982)
- Deroplia densevestita (Fairmaire, 1890)
- Deroplia fairmairei (Aurivillius, 1922)
- Deroplia flavomaculata (Breuning, 1986)
- Deroplia floccifera (Kolbe, 1893)
- Deroplia gemina (Pascoe, 1888)
- Deroplia genei (Aragona, 1830)
- Deroplia gertiana Sama, 1996
- Deroplia gomerae Sama, 1996
- Deroplia hesperus (Wollaston, 1863)
- Deroplia lorenzoi García, 2002
- Deroplia niveopicta (Demelt, 1982)
- Deroplia pilosa (Wollaston, 1862)
- Deroplia schurmanni Sama, 1996
- Deroplia troberti (Mulsant, 1843)